# Representative Peer
Representative Peers waren im Vereinigten Königreich diejenigen Peers, die von den Mitgliedern der Peerage of Scotland und der Peerage of Ireland gewählt wurden, um im britischen House of Lords zu sitzen. Mitglieder der Peerage of England, der Peerage of Great Britain und der Peerage of the United Kingdom hatten hingegen bis 1999 unmittelbar das Recht, im House of Lords zu sitzen.
Representative Peers wurden 1707 eingeführt, als das Königreich England und das Königreich Schottland zum Königreich Großbritannien vereinigt wurden. Zu dieser Zeit gab es 168 englische und 154 schottische Peers. Da Schottland damals lediglich ein Fünftel der englischen Bevölkerung zählte und die englischen Peers befürchteten, dass die schottischen Peers im britischen House of Lords überrepräsentiert seien, wurde ausgehandelt, die schottischen Mitglieder des House of Lords auf eine beschränkte Anzahl von Repräsentanten zu begrenzen, die die schottischen Peers aus den eigenen Reihen wählen sollten. Eine ähnliche Regelung wurde getroffen, als 1801 das Königreich Großbritannien und das Königreich Irland zum Vereinigten Königreich von Großbritannien und Irland vereinigt wurden.
Schottland durfte sechzehn Representative Peers wählen, während Irland achtundzwanzig wählen konnte. Die schottischen Representative Peers erhielten ihr Mandat jeweils für die Dauer eines Parlaments, so dass nach jeder Auflösung des Parlamentes neu gewählt wurde. Im Gegensatz dazu wurden irische Representative Peers auf Lebenszeit gewählt. Die Wahlen für irische Peers wurden eingestellt, als im Dezember 1922 der irische Freistaat als Dominion ins Leben gerufen wurde. Alle achtundzwanzig bereits gewählten irischen Peers waren jedoch weiterhin bis zu ihrem Tod berechtigt, im House of Lords zu sitzen. Die Wahlen für schottische Peers endeten mit dem Peerage Act von 1963, mit dem alle schottischen Peers das Recht erhielten, unmittelbar im House of Lords zu sitzen.
Als mit dem House of Lords Act von 1999 die Erblichkeit von Parlamentssitzen weitgehend abgeschafft wurde, wurde eine neue Form der „Representative Peers“ eingeführt, um es einigen erblichen Peers zu ermöglichen, im House of Lords zu bleiben.